# Maria Rutgers-Hoitsema
Maria Wilhelmina Hendrika Hoitsema, a seguito di matrimonio Rutgers-Hoitsema, nota come Mietje Hoitsema (Britsum, 10 luglio 1847 – Rijswijk, 26 ottobre 1934), è stata un'educatrice olandese. È stata una femminista e riformatrice sociale.

## Biografia
Nacque nel 1847 a Britsum come Maria Wilhelmina Hendrika Hoitsema, figlia del pastore Synco Hoitsema e di Rika van Bolhuis, nipote del pastore e linguista Lambertus van Bolhuis. Nel 1865 ottenne il diploma di insegnante e nel 1870 fondò insieme ad altri una scuola femminile a Leida. Nel 1873 divenne direttrice della scuola pubblica femminile per l'istruzione elementare avanzata a Rotterdam.
Fu una femminista, cofondatrice, tra l'altro, della Vereeniging voor Vrouwenkiesrecht (Associazione per il Suffragio Femminile), dell'Associazione di Quartiere di Rotterdam per lo Sviluppo di Donne, Bambini e Famiglie della Classe Operaia e della Vereeniging ter Behartiging van de Belangen der Vrouw (Associazione per la Tutela degli Interessi della Donna). Partecipò anche agli incontri collegati alla Nationale Tentoonstelling van Vrouwenarbeid 1898 (Esposizione Nazionale del Lavoro Femminile del 1898) e, nello stesso anno, divenne vicepresidente del Nationale Vrouwenraad (Consiglio Nazionale delle Donne). Fu inoltre strettamente coinvolta nella fondazione della Scuola di Amsterdam per il Lavoro Sociale e fu membro del consiglio della Nieuw-Malthusiaanse Bond (Lega Neomalthusiana). All'inizio del XX secolo si iscrisse al Sociaal-Democratische Arbeiderspartij (Partito Socialdemocratico dei Lavoratori - SDAP). Partecipò anche alla fondazione della Onderlinge Vrouwenbescherming (Mutua Protezione Femminile), insieme, tra le altre, ad Annette Versluys-Poelman.
Sposò a Rotterdam il 3 agosto 1885 il medico progressista Jan Rutgers. Non ebbe figli. Morì a 87 anni a Rijswijk nel 1934.

## Riconoscimenti
Diverse strade sono state intitolate a suo nome, tra cui a Maassluis, Zutphen, Spijkenisse, Hoofddorp e nel quartiere Stevenshof di Leida.